# Bleu de Lavaldens
De Bleu de Lavaldens is een Franse kaas die gemaakt wordt in Lavaldens in de Dauphiné. De kaas wordt ook wel de fromage de Lavaldens genoemd.
De Bleu de Lavaldens is een boerenkaas. Bijzonder aan deze kaas is dat het rijpingsproces plaatsvindt in natuurlijke grotten van Rif-Bruyant. De kaas is slechts in geringe hoeveelheid verkrijgbaar. Er is nog slechts één producent van de kaas bekend en die levert maar een zeer beperkt tonnage per jaar. De kaas heeft waarschijnlijk een lange geschiedenis en zou zelfs een van de voorlopers van de Bleu du Vercors-Sassenage kunnen zijn, maar geschreven bewijs hiervoor ontbreekt.
In het begin van de 20e eeuw waren er nog meerdere producenten, die ieder hun eigen kist in de grotten hadden staan. De kaas werd gemaakt van een mengsel van koemelk en geitenmelk.
De kaas wordt tegenwoordig uitsluitend gemaakt van koemelk. De lange rijpingstijd van deze kaas heeft ervoor gezorgd dat het aantal producenten steeds verder is afgenomen tot slechts één aan het eind van de 20e eeuw.